# NGC 7232
NGC 7232 este o galaxie situată în constelația Cocorul. A fost descoperită în 6 septembrie 1834 de către John Herschel. Se află la o distanță de 26,35 de megaparseci de Pământ.